# Karsten Richter (Leichtathlet)
Karsten Richter (* 25. Juli 1972) ist ein ehemaliger deutscher Leichtathlet.
Er startete für den TSV Bayer 04 Leverkusen und nahm u. a. an den Leichtathletik-Weltmeisterschaften 1993 im Dreisprung der Männer teil. Bei den Deutschen Leichtathletik-Meisterschaften 2000 belegte er den dritten Platz im Dreisprung. Sein größter Erfolg war eine Silbermedaille bei den Leichtathletik-U20-Europameisterschaften.